# Ватерполо на Летњим олимпијским играма 1956.
Дванаести ватерполо турнир на олимпијским играма је одржан 1956. у Мелбурну, Аустралија. За олимпијски турнир се пријавила укупно 10 репрезентација. Победник турнира и олимпијски шампион по четврти пут је постала репрезентација Мађарске, друга је била по други пут репрезентација Југославије а на треће место се пласирала репрезентација Совјетског Савеза, коме је то била прва олимпијска медаља у ватерполу.

## Медаље
| Добитници медаља у ватерполу на Летњим олимпијским играма одржаним 1956. године у Мелбурну.                                                      | Добитници медаља у ватерполу на Летњим олимпијским играма одржаним 1956. године у Мелбурну.                                                                                            | Добитници медаља у ватерполу на Летњим олимпијским играма одржаним 1956. године у Мелбурну.                                                              | Добитници медаља у ватерполу на Летњим олимпијским играма одржаним 1956. године у Мелбурну. |
| --- | --- | --- | ------------------------------------------------------------------------------------------- |
| Злато | Сребро | Бронза |                                                                                             |
| Мађарска | Југославија | СССР |                                                                                             |
| Ото Борош Антал Болвари Иштван Хевеши Деже Ђармати Тивадар Канижа Ласло Јенеи Ђерђ Карпати Михаљ Мајер Калман Марковитш Ервин Задор Иштван Сивош | Томислав Фрањковић Владимир Ивковић Здравко Јежић Хрвоје Качић Здравко-Ћиро Ковачић Ловро Радоњић Маријан Жужеј Иво Ципци Бошко Вуксановић Иво Штакула Јурај Амшел Тренер Филе Боначић | Виктор Агеев Пјотр Бреус Борис Гојкман Нодар Гвакхарија Вјачеслав Куреној Борис Макаров Пјотр Мшевенијерадзе Валентин Прокопов Микхаил Рижак Јури Шљапин |                                                                                             |

## Резултати

### Прелиминарна рунда
У прелиминарном кругу репрезентације су биле подељене у три групе где је свака репрезентација играла једна против друге по једну утакмицу.

#### Група А
28. новембар
- 14:00 - Румунија - Аустралија, 4 : 2
- 19:30 - Југославија - СССР, 3 : 2

29. новембар
- 21:15 - СССР - Румунија, 4 : 3
- 22:15 - Југославија - Аустралија, 9 : 1

30. новембар
- 10:30 - Југославија - Румунија, 3 : 2
- 16:00 - СССР - Аустралија, 3 : 0

| Држава      | Ута. | П | И | Н | Г+ | Г- | Бодова |
| Југославија | 3    | 3 | 0 | 0 | 15 | 5  | 6      |
| СССР        | 3    | 2 | 1 | 0 | 9  | 6  | 4      |
| Румунија    | 3    | 1 | 2 | 0 | 9  | 9  | 2      |
| Аустралија  | 3    | 0 | 3 | 0 | 3  | 16 | 0      |

#### Група Б
28. новембар
- 20:30 - САД - УК, 5 : 3

29. новембар
- 15:45 - Мађарска - УК, 6 : 1

30. новембар
- 11:30 - Мађарска - САД, 6 : 2

| Држава   | Ута. | П | И | Н | Г+ | Г- | Бодова |
| Мађарска | 2    | 2 | 0 | 0 | 12 | 3  | 4      |
| САД      | 2    | 1 | 1 | 0 | 7  | 9  | 2      |
| УК       | 2    | 0 | 2 | 0 | 4  | 11 | 0      |

#### Група Ц
28. новембар
- 15:00 - Немачка - Сингапур, 5 : 1

29. новембар
- 16:45 - Италија - Сингапур, 7 : 1

30. новембар
- 22:10 - Италија - Немачка, 4 : 2

| Држава   | Ута. | П | И | Н | Г+ | Г- | Бодова |
| Италија  | 2    | 2 | 0 | 0 | 11 | 3  | 4      |
| Немачка  | 2    | 1 | 1 | 0 | 7  | 5  | 2      |
| Сингапур | 2    | 0 | 2 | 0 | 2  | 12 | 0      |

### Финални круг
Два првопласирана тима из сваке прелиминарне групе су се квалификовала за групу која се бори за медаље. Свака репрезентација је играла по једну утакмицу против репрезентације против које претходно није играла, са тим да се резултат изпрелиминарне рунде преносио у овај круг.
Тимови који се нису квалификовали у групу која се борила за медаље играли су у такозваној позиционој групи које је одређивала крајњи пласман репрезентација од седмог до десетог места.

#### Група за титулу
Један од најпознатијих мечева у историји ватерпола је била утакмица полуфинала између репрезентација Мађарске и Совјетског Савеза. Позадина овога сусрета лежи у догађајима који су се дешавала далеко од места одигравања олимпијских игара. Када је већина спортиста напустила своје земље да би се припремала за олимпијаду или кретали на далеки пут у Аустралију, избила је револуција у мађарској против совјетске власти, која је убрзано угушена. Многи мађарски спортисти се због ових догађаја више никада нису вратили у своју домовину. Ватерполисти су свој револт и подршку својој домовини видели у борби у базену. Противник им је био представник земље која је са тенковима ушла у њихову домовину.
Са само две преостале утакмице за сваку од репрезентација, Мађарска је била на челу табеле са једним бодом испред Југославије и са два бода испред Совјета. Победа Совјета над мађарима би изједначила Совјете са мађрима на првом месту и тада би Совјети играли против слабијих Немаца, док би Мађари у том случају морали да играју против веома јаке репрезентације Југославије. У случају победе Мађара они би себи осигурали бар сребрну медаљу а после у случају нерешеног или победе у мечу са Југославијом осигурали би себи златну медаљу и још једну титулу олимпијског шампиона.
Све ове калкулације и догађаји су допринели да се одигра једна утакмица која је остала записана у аналима и новинским извештајима под насловом Утакмица крваве воде. Утакмица под тим именом је била утакмица између репрезентација Совјетског Савеза и Мађарске. Окршаји међу играчима су били изузетно груби и насилни, тако да се базен бојио у црвено од крви играча. Мађари су водили са 4:0 пре него што је утакмица морала да се прекине, минут пре регуларног завршетка. Разлог прекида је била реакција публике на сукоб између совјетског играча Валентина Прокопова и мађарског Ервина Задора у коме је Прокопов ударио песницом Задора и разбио му аркаду. Када је публика видела крв реаговала је на начин који није био безбедан за спортисте и судије су прекинуле утакмицу. Следећу, финалну, утакмицу Мађарска је одиграла против репрезентације Југославије, победила са 2:1 и освојила своју четврту титулу олимпијског шампиона.
После завршетка игара пола мађарског ватерполо тима се није вратило у Мађарску већ је остало у азилу.
1. децембар
- 14:40 - СССР - Италија, 3 : 2
- 22:40 - Југославија - САД, 5 : 1

3. децембар
- 16:50 - САД - Немачка, 4 : 3
- 21:30 - Мађарска - Италија, 4 : 0

4. децембар
- 15:40 - Југославија - Немачка, 2 : 2
- 21:00 - Италија - САД, 3 : 2

5. децембар
- 16:40 - СССР - САД, 3 : 1
- 22:20 - Мађарска - Немачка, 4 : 0

6. децембар
- 15:25 - Мађарска - СССР, 4 : 0
- 21:55 - Југославија - Италија, 2 : 1

7. децембар
- 14:00 - СССР - Немачка, 6 : 4
- 21:20 - Мађарска - Југославија, 2 : 1

| Поз | Држава      | Ута. | П | И | Н | Г+ | Г- | Бодова |
| 1   | Мађарска    | 5    | 5 | 0 | 0 | 20 | 3  | 10     |
| 2   | Југославија | 5    | 3 | 1 | 1 | 13 | 8  | 7      |
| 3   | СССР        | 5    | 3 | 2 | 0 | 14 | 14 | 6      |
| 4   | Италија     | 5    | 2 | 3 | 0 | 10 | 13 | 4      |
| 5   | САД         | 5    | 1 | 4 | 0 | 10 | 20 | 2      |
| 6   | Немачка     | 5    | 0 | 4 | 1 | 11 | 20 | 1      |

#### Утешна група
- УК - Сингапур, 11 : 5
- УК - Аустралија, 5 : 2
- Румунија - Сингапур, 15 : 1
- УК - Румунија, 5 : 2
- Аустралија - Сингапур, 3 : 2
- Румунија - Аустралија, 4 : 2

| Поз | Држава     | Ута. | П | И | Н | Г+ | Г- | Бодова |
| 7   | УК         | 3    | 3 | 0 | 0 | 21 | 9  | 6      |
| 8   | Румунија   | 3    | 2 | 1 | 0 | 21 | 8  | 4      |
| 9   | Аустралија | 3    | 1 | 2 | 0 | 7  | 11 | 2      |
| 10  | Сингапур   | 3    | 0 | 3 | 0 | 8  | 29 | 0      |